# Бранко Пиколо (Рагуза)
Бранко Пиколо је насеље у Италији у округу Рагуза, региону Сицилија.
Према процени из 2011. у насељу је живело 22 становника. Насеље се налази на надморској висини од 8 м.